# Maison Slash
Maison Slash is een Belgisch online magazine, gericht op ouders en gezinnen. Het platform bestaat uit een Nederlandstalige en Franstalige versie.

## Geschiedenis
Maison Slash werd gelanceerd in 2016 als online magazine. De officiële oprichting van het bedrijf volgde op 25 januari 2017, door Anne Cornut en Ingrid Renders.
In 2019 bracht Maison Slash het boek "#Parentfriendly marketing" uit. Het boek, dat werd uitgegeven door Pelckmans Pro, werd verkozen tot Marketing Book of 2019, door de Belgian Association of Marketing. 
In oktober 2021 kwam er ook een Franstalige versie van het magazine online.
In 2023 verliet medeoprichter Ingrid Renders het bedrijf; sindsdien leidt Anne Cornut Maison Slash als enige managing partner.
In 2024 lanceerde het bedrijf de Wagaanwedoen-app op iOS en Android, een applicatie waarmee gebruikers activiteiten en locaties met een focus op gezinnen kunnen ontdekken.

## Doelgroep en thema’s
Maison Slash richt zich op gezinnen met kinderen, en in het bijzonder op ouders tussen de 25 en 45 jaar. De belangrijkste thema’s van het platform zijn entertainment, relaties, seksualiteit, psychologie, en het combineren van werk en gezinsleven.
Het platform bereikt maandelijks tussen de 100.000 en 150.000 unieke bezoekers.

## Maatschappelijke impact
In 2016 kwam Maison Slash met de term "samsonseks" in het nieuws toen het werd verkozen tot Woord van het Jaar in Vlaanderen. De term verwijst naar seks tussen ouders terwijl de kinderen afgeleid zijn door een kinderprogramma, en veroorzaakte toen brede media-aandacht. Ook met de campagne "#1000UurDeDeurUit" kwam de organisatie in het nieuws, met als doel ouders en kinderen op een jaar tijd 1000 uur buiten te laten spelen.